# Yamboo
Yamboo ist eine 1999 gegründete, deutsche Dance-Pop-Mädchengruppe, ursprünglich gegründet aus drei Mitgliedern, später bestehend aus Silvie, Gisele, Michelle und Medi. Ihr größter Hit war die 1999er Single Fiesta de la noche.

## Werdegang

### 1998–1999: Anfänge
Yamboo gründete sich 1999. Silvie, die deutsche Tochter einer Jugoslawin und eines Rumänen, war Rechtsanwaltsgehilfin, hatte Ballettunterricht und arbeitete als Backgroundsängerin und Tänzerin, z. B. für Oli.P und Gisele, eine Belgierin afrikanischer Abstammung, die als Model, Tänzerin und Backgroundsängerin gearbeitet hatte, war zunächst eines der Gesichter des Acts.

### 1999–2006: Okama de Mapouka
Bereits die erste Single Fiesta de la noche wurde ein Hit und enterte die Top 20 in Deutschland, die Top 30 in Österreich sowie die Top 50 der Schweiz. Bis 2001 konnten auch die Singles Come with Me (Bailamos), Torero (Aya baila), Kalinka und Pata, Pata mittlere Chartplatzierungen erreichen. Kalinka, das 2001 in Berlin vorgestellt wurde, war die letzte Single von Yamboo als Trio, bevor das Projekt zunächst als Duo auftrat. Nachdem Star 2002 unbeachtet geblieben war, kam es zu einer dreijährigen Pause.
2005 gab es weiter Veröffentlichungen von Yamboo. Sing Hallelujah, eine Coverversion, war die Kollaboration mit dem Originalinterpreten Dr. Alban, Mapouka wurde durch The Real Mapouka Dancers unterstützt. Zu diesem Lied gab es eine spezielle Kampagne, Chakalaka genannt, mit einem Ketchuphersteller. 2006 folgte, zusammen mit der Single Oh Suzanna, das Debütalbum Okama de Mapouka mit allen bisherigen neun Singles. Es folgte eine erneute Pause.

### 2009: Comeback
2009 bekam das Projekt zwei neue Gesichter, als Michelle und Medi die beiden bisherigen Sängerinnen auf den Bühnen ersetzten, während Sylvie Prvu und Gisele im Hintergrund bleiben. Sie veröffentlichten die Single Discothèque. Seit 2009 folgten keine Veröffentlichungen mehr. Das Projekt gilt als beendet.

## Mitglieder
- Silvie Prvu (* 27. Juli 1978 in Schwelm, Deutschland)
- Gisele (* am 26. März 1974 in Brüssel, Belgien)
- Michelle
- Medi

## Diskografie

### Alben
- 2006: Okama de Mapouka
- 2007: Best Of (Kompilation)

### Singles
| Jahr | Titel Album                                            | Höchstplatzierung, Gesamtwochen, AuszeichnungChartplatzierungen (Jahr, Titel, Album, Platzierungen, Wochen, Auszeichnungen, Anmerkungen) | Höchstplatzierung, Gesamtwochen, AuszeichnungChartplatzierungen (Jahr, Titel, Album, Platzierungen, Wochen, Auszeichnungen, Anmerkungen) | Höchstplatzierung, Gesamtwochen, AuszeichnungChartplatzierungen (Jahr, Titel, Album, Platzierungen, Wochen, Auszeichnungen, Anmerkungen) | Anmerkungen                                         |
| Jahr | Titel Album                                            | DE | AT | CH | Anmerkungen                                         |
| ---- | ------------------------------------------------------ | --- | --- | --- | --------------------------------------------------- |
| 1999 | Fiesta de la noche (The Sailor Dance) Okama de Mapouka | DE17 (13 Wo.)DE | AT25 (9 Wo.)AT | CH50 (2 Wo.)CH | Erstveröffentlichung: Juni 1999                     |
| 1999 | Come with Me (Bailamos) Okama de Mapouka               | DE48 (6 Wo.)DE | — | CH87 (3 Wo.)CH | Erstveröffentlichung: Dezember 1999                 |
| 2000 | Torero (Aya baila) Okama de Mapouka                    | DE71 (1 Wo.)DE | — | — | Erstveröffentlichung: Juli 2000                     |
| 2001 | Kalinka Okama de Mapouka                               | DE59 (9 Wo.)DE | AT74 (1 Wo.)AT | — | Erstveröffentlichung: Februar 2001                  |
| 2001 | Pata Pata Okama de Mapouka                             | DE65 (6 Wo.)DE | — | — | Erstveröffentlichung: Juli 2001                     |
| 2005 | Mapouka Okama de Mapouka                               | DE56 (4 Wo.)DE | — | — | Erstveröffentlichung: Juli 2005                     |
| 2005 | Sing Hallelujah Okama de Mapouka                       | DE74 (3 Wo.)DE | — | — | Erstveröffentlichung: November 2005 feat. Dr. Alban |

Weitere Singles
- 2002: Star
- 2006: Oh Suzanna
- 2008: Discotheque